# Mallateleia pilosifrons
Mallateleia pilosifrons är en stekelart som beskrevs av Alan Parkhurst Dodd 1926. Mallateleia pilosifrons ingår i släktet Mallateleia och familjen Scelionidae. Inga underarter finns listade i Catalogue of Life.